# 小林嗣政
小林 嗣政（こばやし つぐまさ、1941年10月3日 - ）は、山口県出身の元競艇選手。

## 来歴
1961年にデビューし、闘志溢れるレーススタイルから「関門の虎」と恐れられた裏で巧みなテクニックを持ちあわせていた。
フライング・負傷・肝炎などに苦しんだ時期もあったが、1971年6月1日には地元下関で開催された第17回全国地区対抗で自身唯一の四大特別競走を制覇。
北原友次と共に総理杯優出6回を数え、地元下関で開催された1977年にはスタートで飛び出した中道善博に飛びついて山本泰照の2着に入った。
2000年5月16日の大村GIII企業杯「ジャンボトロンカップ競走」で3年ぶり最後の優勝（12R・1号艇1コース進入から逃げ切り）を挙げ、2001年7月4日の若松一般戦「第19回日本MB選手会会長杯争奪戦競走」で3日目3Rにフライング（3号艇1コース進入）を喫するが、同日8Rで最後の勝利を挙げた（2号艇1コースから逃げ切り）。同年引退。
2007年、ボートレースの殿堂入りを果たした。

## 獲得タイトル
※太字は四大特別競走を含むSG級レース
- 1966年 - 鳴門開設13周年記念競走
- 1969年 - 徳山開設16周年記念競走
- 1970年 - 鳴門開設17周年記念競走
- 1971年 - 第17回全国地区対抗競走（下関）
- 1973年 - 中国地区選手権競走（下関）、施設改善記念笹川杯争奪競走（宮島）
- 1975年 - 徳山開設22周年記念競走
- 1978年 - 中国地区選手権競走（下関）、徳山開設25周年記念競走
- 1981年 - 宮島開設27周年記念競走
- 1984年 - 徳山開設31周年記念競走
- 1985年 - 若松開設33周年記念競走
- 1986年 - 徳山開設33周年記念競走、住之江開設30周年記念競走
- 1988年 - 住之江開設31周年記念競走
- 1989年 - 中国地区選手権競走（下関）
- 1991年 - 中国地区選手権競走（児島）
- 1993年 - 下関開設39周年記念競走、びわこ開設41周年記念「秩父宮妃記念杯競走」